# Boristenis
A la mitologia grega, Boristenis (en grec antic Βορυσθενίς, romanitzat Borysthenís) pot referir-se a dos individus diferents:
- Boristenis, una de les tres muses filles d'Apol·lo. Les seves germanes eren Apol·lonis i Cefiso.[1]
- Boristenis, filla de Boristenis, déu del riu Dnièper a Escítia (moderna Ucraïna) que va ser mare de Targitaos per Zeus.[2][3]